# Minkowski-diagram
Een ruimtetijddiagram illustreert de eigenschappen van ruimte en tijd uit de speciale relativiteitstheorie van Einstein. Een ruimtetijddiagram wordt ook wel een minkowski-diagram genoemd naar de bedenker Hermann Minkowski. Het tweedimensionale diagram beschrijft de situatie die zich beperkt tot één ruimtedimensie. Voorwerpen bewegen hierbij dus alleen vooruit en achteruit. De ruimtetijd is dan de 2D-variant van de minkowski-ruimte (de tweedimensionale vlakke lorentz-variëteit), en het diagram is een soort kaart daarvan. Het diagram kan helpen bij het begrijpen van bijzondere effecten zoals tijddilatatie en lengtecontractie.

## De basis

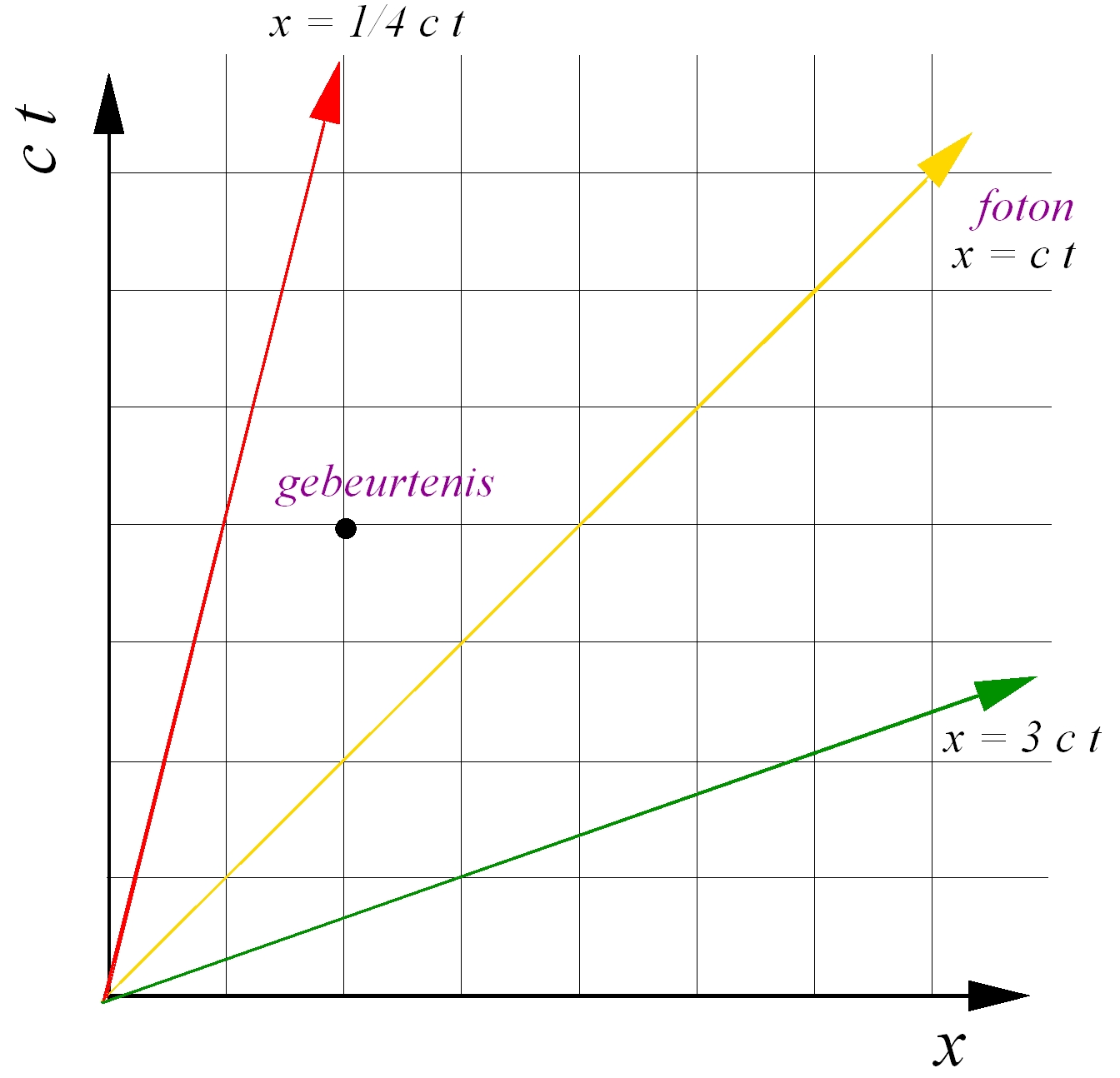
Minkowski-diagram met in rood de -as en in groen de -as

Voor een minkowski-diagram kiezen we een inertiaalstelsel dat centraal staat. Voor dit stelsel is er een horizontale ruimteas en een verticale tijdas. Een punt in het ruimtetijddiagram geeft een ruimtetijdpositie weer. Ter vereenvoudiging van formules en ten behoeve van gedeeltelijke symmetrie tussen ruimte en tijd gebruiken we de grootheid τ = ct, met de lichtsnelheid c = 299.792.458 m/s. Een rechte lijn met een helling van 45° naar rechts of naar links (zoals de gele lijn in de figuur) is zo de wereldlijn van een lichtpuls.
Een rechte lijn met een helling van meer dan 45° naar rechts of naar links is de wereldlijn van een puntobject met constante snelheid (met andere woorden, een puntobject dat in een inertiaalstelsel stilstaat). De rode lijn bijvoorbeeld is de wereldlijn van een object dat met een kwart van de lichtsnelheid naar rechts beweegt.
Gelijktijdigheid hangt af van het inertiaalstelsel. Een rechte lijn met een helling van minder dan 45° naar rechts of naar links (zoals de groene lijn) is een verzameling ruimtetijdposities met in een bepaald inertiaalstelsel een bepaalde tijd.

## Verandering van inertiaalstelsel
Terwijl ruimtetijdposities nog steeds door dezelfde punten worden aangegeven en de wereldlijnen dus ook niet veranderen (en die van lichtpulsen dus nog steeds een helling hebben van 45°) correspondeert een ander inertiaalstelsel met een ander assenstelsel. Een lijn evenwijdig aan een tijdas verbindt ruimtetijdposities op dezelfde ruimtelijke positie in het betreffende inertiaalstelsel. Een lijn evenwijdig aan een ruimteas verbindt ruimtetijdposities die onderling in het betreffende inertiaalstelsel gelijktijdig zijn. Een nieuwe tijdas is de wereldlijn van een bewegend object dat nu als stilstaand wordt beschouwd. Voor de bepaling van de richting van de bijbehorende nieuwe ruimteas bekijken we, als in het artikel gelijktijdigheid, een wagon die in het nieuwe inertiaalstelsel stilstaat. Twee vanuit het midden van de wagon, in de ruimtetijdoorsprong, uitgaande lichtpulsen bereiken de wanden (met wereldlijnen evenwijdig aan de nieuwe tijdas, op gelijke afstanden daarvan) op plaatstijdposities (de snijpunten met de wereldlijnen van de lichtpulsen) die in het nieuwe inertiaalstelsel gelijktijdig zijn. Men leidt eenvoudig af dat de ruimteas over de tegengestelde hoek verdraaid is, vergeleken met de verdraaiing van de tijdas. We krijgen zo een scheef assenstelsel, met bijbehorende aanpassing van de schaal (dezelfde voor beide assen, zie onder).
Met {\displaystyle \beta ={\frac {v}{c}}\,} ( met {\displaystyle -c<v<c} en dus met {\displaystyle -1<\beta <1} ) definiëren we inertiaalstelsel {\displaystyle S_{\beta }} als het stelsel waarin een beweging {\displaystyle x_{0}=\beta \tau _{0}} stilstand is. Dit is dus de vergelijking van de {\displaystyle \tau _{\beta }}-as. De {\displaystyle x_{\beta }}-as heeft de vergelijking {\displaystyle \tau _{0}=\beta x_{0}}.
De betreffende coördinatentransformatie wordt lorentztransformatie genoemd. Het is een lineaire transformatie van de coördinaten ruimte en tijd, van het type hyperbolische rotatie. Met {\displaystyle \gamma ={\frac {1}{\sqrt {1-\beta ^{2}}}}} (lorentzfactor) hebben we:
{\displaystyle x_{\beta }=\gamma (x_{0}-\beta \tau _{0})\,}
{\displaystyle \tau _{\beta }=\gamma (\tau _{0}-\beta x_{0})\,}
De bijbehorende matrix {\displaystyle \gamma {\begin{bmatrix}1&-\beta \\-\beta &1\\\end{bmatrix}}} kan ook geschreven worden {\displaystyle {\begin{bmatrix}\cosh r&-\sinh r\\-\sinh r&\cosh r\end{bmatrix}}} met de rapiditeit r = artanh β.
Het is een symmetrische matrix, waaruit volgt dat deze matrix een orthonormale basis van eigenvectoren heeft. Deze hebben een helling van 45°. De determinant van de matrix is 1. Logischerwijs komt inverteren overeen met het vervangen van β door −β. Bij verwisselen van x en τ blijft de transformatie hetzelfde. De eigenwaarden zijn {\displaystyle \gamma (1-\beta )} en {\displaystyle \gamma (1+\beta )}. De transformatie komt dus neer op uitrekking langs de ene diagonaal en contractie met dezelfde factor langs de andere (waarbij oppervlakken dus hetzelfde blijven).
Voor de verandering van de ruimtetijdpositie van een lichtpuls naar rechts geldt {\displaystyle \Delta x_{\beta }=\Delta \tau _{\beta }=\gamma (1-\beta )\Delta \tau _{0}}, en voor een lichtpuls naar links {\displaystyle \Delta x_{\beta }=-\gamma (1+\beta )\Delta \tau _{0}} en {\displaystyle \Delta \tau _{\beta }=\gamma (1+\beta )\Delta \tau _{0}}. wat illustreert dat de lichtsnelheid in {\displaystyle S_{\beta }} hetzelfde is.
De bij de minkowskitensor behorende kwadratische vorm {\displaystyle (\Delta x_{\beta })^{2}-(\Delta \tau _{\beta })^{2}} (zie ook pseudo-euclidische ruimte), het ruimtetijdinterval genoemd, hangt niet van {\displaystyle \beta } af. Dit is de lorentzinvariantie. In matrixvorm (zie omzetting van een kwadratische vorm bij een basisovergang):
{\displaystyle \gamma ^{2}{\begin{bmatrix}1&-\beta \\-\beta &1\\\end{bmatrix}}} {\displaystyle {\begin{bmatrix}1&0\\0&-1\\\end{bmatrix}}} {\displaystyle {\begin{bmatrix}1&-\beta \\-\beta &1\\\end{bmatrix}}} = {\displaystyle {\begin{bmatrix}1&0\\0&-1\\\end{bmatrix}}}
Voor twee vaste ruimtetijdposities en verschillende inertiaalstelsels geldt dus dat hoe groter de ruimtelijke afstand is, hoe groter de absolute waarde van het tijdsverschil. In het bijzonder geldt dus voor twee ruimtetijdposities met in één inertiaalstelsel een gelijke ruimtelijke positie dat de absolute waarde van het tijdsverschil in dat stelsel kleiner is dan in ieder ander inertiaalstelsel (tijddilatatie in verband met beweging).
Als de wereldlijnen van de uiteinden van een voorwerp {\displaystyle x_{0}=0} en {\displaystyle x_{0}=L} zijn, is de lengte in {\displaystyle S_{\beta }} gedefinieerd als de afstand {\displaystyle L_{\beta }} in dit stelsel tussen de uiteinden bij in dit stelsel gelijktijdige bepaling van de posities. Uit {\displaystyle x_{0}=\gamma (x_{\beta }+\beta \tau _{\beta })\,} volgt {\displaystyle L=\gamma L_{\beta }}, dus {\displaystyle L_{\beta }=L/\gamma } (lengtecontractie: het voorwerp is het langst in het stelsel waarin het stilstaat; deze maximale lengte heet de eigenlengte). Anders gezegd: de afstand in een inertiaalstelsel tussen twee rechte, evenwijdige wereldlijnen is gedefinieerd als de afstand in dit stelsel tussen de snijpunten van de x-as met deze wereldlijnen. Deze afstand is het grootst in het stelsel waarin de wereldlijnen stilstand representeren. Als het wereldlijnen van twee lichtpulsen zijn is er niet zo'n stelsel en kan de afstand willekeurig groot zijn.
Nog even samengevat (met stelsels S en T, grootheden ruimtepositie en tijd, en veranderingen in absolute waarde):
- Als een grootheid in S minder verandert dan in T, verandert de andere grootheid in S ook minder dan in T.

En dus:
- Als een grootheid in S gelijk blijft, verandert de andere grootheid in S minder dan in T.

De samenhang tussen lengtecontractie en tijddilatatie kan verder nog als volgt worden verduidelijkt. Stel L en β zijn positief. Als O de oorsprong is, A de ruimtetijdpositie met {\displaystyle \tau _{\beta }=0} en {\displaystyle x_{0}=L}, en B de ruimtetijdpositie met {\displaystyle x_{\beta }=0} en {\displaystyle x_{0}=L} (en dus {\displaystyle \tau _{0}=L/\beta }), dan is de ruimtelijke afstand tussen O en A in {\displaystyle S_{\beta }} gelijk aan {\displaystyle L/\gamma } (lengtecontractie) en de tijd tussen O en B in {\displaystyle S_{\beta }} gelijk aan {\displaystyle L/(\gamma \beta )} (tijddilatatie). Het quotiënt is β (de lorentzfactor valt weg), corresponderend met het feit dat een wereldlijn van A naar B een beweging in {\displaystyle S_{\beta }} naar links representeert met als snelheid die van {\displaystyle S_{0}} ten opzichte van {\displaystyle S_{\beta }}.
Merk op dat de meetkundige afstand van (0,0) tot (3,1) in het diagram gelijk is aan {\displaystyle {\sqrt {10}}}, maar voor hetzelfde punt {\displaystyle (x_{0},\tau _{0})} = (3,1) geldt {\displaystyle x_{1/3}={\sqrt {8}}} (de schaal op de {\displaystyle x_{1/3}}-as is groter dan op de x-as). In het algemeen: de meetkundige afstand van (0,0) tot (1,β) in het diagram is gelijk is aan {\displaystyle {\sqrt {1+\beta ^{2}}}}, maar voor hetzelfde punt {\displaystyle (x_{0},\tau _{0})} = (1,β), dat op de {\displaystyle x_{\beta }}-as ligt, geldt (zoals eenvoudig volgt uit de lorentzinvariantie) {\displaystyle x_{\beta }={\sqrt {1-\beta ^{2}}}}. De schaal op de {\displaystyle x_{\beta }}-as is dienovereenkomstig voor β ≠ 0 groter dan op de {\displaystyle x_{0}}-as. Voor de {\displaystyle \tau _{\beta }}-as geldt dit analoog, zie ook onder.
Er is geen inertiaalstelsel waarin een lichtpuls stilstaat. Als β naar 1 of −1 nadert, naderen de daarbij behorende ruimteas en tijdas beide naar dezelfde lijn onder een hoek van 45 graden. De betreffende limieten van de ruimteas en de tijdas vormen dus geen basis van de minkowskiruimte. Als een lichtpuls in het oorspronkelijke inertiaalstelsel bijvoorbeeld 1 seconde onderweg is en dus 300.000 km aflegt, dan naderen deze tijd en afstand op de betreffende assen naar 0 seconde en 0 km.

### Partiële afgeleiden
Voor een goede interpretatie van begrippen als tijddilatatie en lengtecontractie volgen hieronder diverse partiële afgeleiden.
Voor een vaste positie in {\displaystyle S_{0}} geldt:
{\displaystyle {\frac {\partial \tau _{\beta }}{\partial \tau _{0}}}=\gamma } (de tijd in {\displaystyle S_{\beta }} gaat sneller; niet te verwarren met {\displaystyle {\frac {\partial \tau _{\beta }}{\partial \tau _{0}}}={\frac {1}{\gamma }}} voor een vaste positie in {\displaystyle S_{\beta }}, zo bekeken gaat de tijd in {\displaystyle S_{\beta }} langzamer)
{\displaystyle {\frac {\partial x_{\beta }}{\partial \tau _{0}}}=-\gamma \beta } (proper velocity, posities in {\displaystyle S_{\beta }} komen sneller voorbij dan op zichzelf overeenkomt met de relatieve snelheid, of eventueel zelfs de lichtsnelheid; er gaat niet echt iets sneller dan het licht, het komt doordat afstanden en tijden in verschillende stelsels worden gemeten; zo kan een ruimtevaarder in principe bijvoorbeeld 100 lichtjaar afleggen en toch maar een jaar ouder worden)
{\displaystyle {\frac {\partial x_{\beta }}{\partial \tau _{\beta }}}=-\beta } (het quotiënt van de bovengenoemde waarden is gewoon overeenkomstig de relatieve snelheid)
Verwisseling van x en τ geeft het volgende.
Voor een vaste tijd in {\displaystyle S_{0}} geldt:
{\displaystyle {\frac {\partial x_{\beta }}{\partial x_{0}}}=\gamma } (afstanden in {\displaystyle S_{\beta }} zijn langer; niet te verwarren met {\displaystyle {\frac {\partial x_{\beta }}{\partial x_{0}}}={\frac {1}{\gamma }}} voor een vaste tijd in {\displaystyle S_{\beta }}, zo bekeken zijn afstanden in {\displaystyle S_{\beta }} korter; dit laatste betekent dat voor de bovengenoemde ruimtevaarder de reistijd maar een jaar is doordat voor hem de reisafstand geen 100 lichtjaar is, maar veel korter)
{\displaystyle {\frac {\partial \tau _{\beta }}{\partial x_{0}}}=-\gamma \beta } (voor {\displaystyle S_{0}} gaat het om een "momentopname", voor {\displaystyle S_{\beta }} varieert de tijd)
{\displaystyle {\frac {\partial \tau _{\beta }}{\partial x_{\beta }}}=-\beta } (idem)
Als voor {\displaystyle x_{\beta }} alleen de waarde 0 van belang is (zoals wanneer het inertiaalstelsel van een klein ruimteschip alleen erbinnen van belang is) reduceert een en ander tot het volgende:
{\displaystyle {\frac {\partial \tau _{\beta }}{\partial \tau _{0}}}={\frac {1}{\gamma }}} (de eigentijd van het ruimteschip, zie ook onder, gaat langzamer dan de tijd in de buitenwereld waar het langs komt)
{\displaystyle {\frac {\partial x_{0}}{\partial \tau _{\beta }}}=\gamma \beta } (proper velocity, posities in de buitenwereld komen volgens de klok in het ruimteschip sneller voorbij dat ruimteschip dan op zichzelf overeenkomt met de relatieve snelheid)
{\displaystyle {\frac {\partial x_{0}}{\partial \tau _{0}}}=\beta } (het product van de bovengenoemde waarden is gewoon overeenkomstig de relatieve snelheid)
Als β varieert met de tijd kan men uit de laatstgenoemde partiële afgeleiden door integratie {\displaystyle \tau _{\beta }} vinden als functie van {\displaystyle \tau _{0}} (zie ook onder) en omgekeerd, en de positie {\displaystyle x_{0}} van het ruimteschip als functie van {\displaystyle \tau _{0}}, en als functie van {\displaystyle \tau _{\beta }}.

### Galileitransformatie
Vergelijk de galileitransformatie (in dezelfde notatie):
{\displaystyle x_{\beta }=x_{0}-\beta \tau _{0}}
{\displaystyle \tau _{\beta }=\tau _{0}}
De {\displaystyle \tau _{\beta }}-as is als boven, de {\displaystyle x_{\beta }}-as is gewoon horizontaal, dezelfde als de {\displaystyle x_{0}}-as, en met dezelfde schaal. Een tijdsverschil is de verticale afstand.

## Ruimte-, licht- en tijdachtige intervallen
Voor twee verschillende ruimtetijdposities zijn er drie mogelijkheden voor wat betreft het teken van het ruimtetijdinterval:
- Als de verbindingslijn een helling heeft van in absolute waarde minder dan 45° ({\displaystyle |\Delta \tau |<|\Delta x|}) zegt men dat de ruimtetijdposities ruimteachtig gescheiden zijn. Er kan geen causaal verband zijn tussen gebeurtenissen op beide ruimtetijdposities; het tijdverschil is afhankelijk van het inertiaalstelsel positief, nul of negatief. De ruimtelijke afstand is in elk inertiaalstelsel groter dan nul, en het kleinst in het inertiaalstelsel waarin de ruimtetijdposities gelijktijdig zijn. In het al genoemde voorbeeld van (0,0) tot (3,1) is dit het geval in het stelsel waarbij de groene lijn de ruimte-as is.
- Als de verbindingslijn een helling heeft van in absolute waarde 45° ({\displaystyle |\Delta \tau |=|\Delta x|}) zegt men dat de ruimtetijdposities lichtachtig gescheiden zijn (omdat een lichtpuls uitgezonden op de ene ruimtetijdpositie op de andere aankomt). De ruimtetijdpositie van aankomst is ondubbelzinnig in de tijd na de ruimtetijdpositie van vertrek, maar voor twee gegeven lichtachtig gescheiden ruimtetijdposities kan door de keuze van het inertiaalstelsel het tijdsverschil (en dienovereenkomstig de ruimtelijke afstand) elke willekeurige positieve waarde aannemen, zoals volgt uit de bovengenoemde eigenwaarden. Van (0,0) naar (4,4) is bijvoorbeeld in het oorspronkelijke inertiaalstelsel een afstand 4 en een tijdsverschil 4/c, en van (3,1) naar (1,3) de helft, maar in het stelsel waarbij de groene lijn de ruimte-as is wordt dit allebei een afstand {\displaystyle {\sqrt {8}}} en een tijdsverschil {\displaystyle {\sqrt {8}}/c}.
- Als de verbindingslijn een helling heeft van in absolute waarde meer dan 45° ({\displaystyle |\Delta \tau |>|\Delta x|}) zegt men dat deze tijdachtig gescheiden zijn. De ene ruimtetijdpositie is ondubbelzinnig in de tijd na de andere. Het tijdsverschil is het kleinst in het inertiaalstelsel waarin de ruimteposities gelijk zijn, het is de verstrijkende eigentijd bij verplaatsing met een constante snelheid tussen de ruimtetijdposities. Van (0,0) naar (1,4) is dit bijvoorbeeld in het stelsel waarbij de rode lijn de tijdas is; het tijdsverschil is er {\displaystyle {\sqrt {15}}}.

In absolute zin (in de betekenis: met onderscheid tussen voor en na in plaats en tijd, maar verder niet afhankelijk van het inertiaalstelsel) zijn er, samenvattend, voor een ruimtetijdpositie A ten opzichte van een ruimtetijdpositie B de volgende mogelijkheden (steeds weergegeven in termen van een gemakkelijk inertiaalstelsel):
- Beide zijn gelijk.
- Ze zijn tegelijk, met als parameter het positieverschil ongelijk aan nul (positief of negatief).
- Ze zijn lichtachtig gescheiden, met als parameters alleen welke het eerst in tijd is, en welke het eerst in positie is.
- Ze hebben dezelfde positie, met als parameter het tijdsverschil ongelijk aan nul (positief of negatief).

Zie ook de indeling plaatstijdposities t.o.v. de lichtkegel.

## Voorbeeld

Minkowski-diagram met de hyperbolische contourlijnen voor het ruimtetijdinterval tot de oorsprong, en dus ook voor de τ-waarden op alle τ-assen en de x-waarden op alle x-assen. Dit illustreert dat hoe kleiner de hoek met de dichtstbijzijnde 45°-lijn, de groter de schaal op de assen (bij gelijke schaal zouden het cirkelbogen zijn). De raaklijn in het punt aan de hyperbool door dat punt heeft een helling die het complement is van de helling van de verbindingslijn van (0.0) naar. Het parallellogram illustreert hoe men, voor een gegeven inertiaalstelsel, voor gegeven x en τ met vectoroptelling het punt in het diagram bepaalt, en voor een gegeven punt in het diagram, x en τ bepaalt.

Hierbij voorbeelden van de lorentztransformatie (met steeds de ruimtecoördinaat eerst) bij een relatieve snelheid van 4/5 maal de lichtsnelheid. Men kan zich voorstellen dat twee lange smalle "werelden", voorzien van klokken en positieaanduidingen (liniaal, kilometerpaaltjes) langs elkaar schuiven. Daarbij moet men in het oog houden dat een "momentopname" van de situatie voor beide inertiaalstelsels verschillende verzamelingen ruimtetijdposities betreft.
- (0,0) in {\displaystyle S_{0}} is (0,0) in {\displaystyle S_{4/5}}. Met deze ruimtetijdpositie als startpunt wordt de overgang naar de hieronder genoemde ruimtetijdposities bekeken.
- (5,4) in {\displaystyle S_{0}} is (3,0) in {\displaystyle S_{4/5}}: gezien vanuit {\displaystyle S_{4/5}} doet zich op het moment dat de beide posities 0 elkaar passeren op positie 3 de gebeurtenis voor dat positie 5 van {\displaystyle S_{0}} passeert (lengtecontractie). Het is bij deze gebeurtenis in dat stelsel vroeger.
- (4,5) in {\displaystyle S_{0}} is (0,3) in {\displaystyle S_{4/5}}: gezien vanuit {\displaystyle S_{0}} is positie 0 van {\displaystyle S_{4/5}} na verloop van een tijd 5 op positie 4 (gewoon als in de klassieke kinematica), maar in {\displaystyle S_{4/5}} is slechts een tijd 3 verstreken (tijddilatatie). Gezien vanuit positie 0 in {\displaystyle S_{4/5}}, die constant blijft, gaat de tijd in {\displaystyle S_{0}} langs deze wereldlijn dus sneller dan in {\displaystyle S_{4/5}}. Het tempo waarin dalende positieaanduidingen langskomen is dienovereenkomstig sneller, dat wil zeggen overeenkomend met die snellere tijd en de snelheid van {\displaystyle S_{4/5}} voor {\displaystyle S_{0}} (die overigens gewoon als in de klassieke kinematica het tegengestelde is van de snelheid van {\displaystyle S_{0}} voor {\displaystyle S_{4/5}}).
- (3,0) in {\displaystyle S_{0}} is (5,−4) in {\displaystyle S_{4/5}}: analoog aan hierboven.
- (0,3) in {\displaystyle S_{0}} is (−4,5) in {\displaystyle S_{4/5}}: analoog aan hierboven.

Stel dat A en B een constante snelheid hebben en elkaar om 0 uur ontmoeten in de oorsprong (ze verwijderen zich dus na de ontmoeting steeds verder van elkaar). Er is dan een symmetrische situatie.
Bij technisch correct werkende klokken geeft de klok van A de tijd in het inertiaalstelsel waarin A stilstaat aan, en de klok van B de tijd in het inertiaalstelsel waarin B stilstaat. Bij een signaal van A naar B met direct een signaal terug van B naar A, is op grond van symmetrie de tijd bij B op het moment dat het signaal daar aankomt en het antwoord verstuurd wordt het meetkundig gemiddelde van de tijd bij A op het moment dat het signaal uit A verstuurd wordt en de tijd bij A dat het antwoord aankomt.
Voorbeeld: B heeft t.o.v. A een snelheid van 4/5 van de lichtsnelheid (β = 4/5), en A verstuurt om 1 uur een signaal en na aankomst bij B wordt direct een antwoord verstuurd. Geredeneerd vanuit een stilstaande A is het signaal 4 (in het algemeen: {\displaystyle {\frac {\beta }{1-\beta }}}) uur onderweg (de afstand is 4/5 lichtuur, de relatieve snelheid waarmee het signaal B inhaalt is 1/5 van de lichtsnelheid) en het antwoord ook 4 uur. Het antwoord komt dus om 9 (in het algemeen: {\displaystyle {\frac {1+\beta }{1-\beta }}}) uur aan. Op grond van de genoemde symmetrie moet de lokale tijd bij B bij aankomst van het signaal 3 uur zijn in plaats van 5 uur (γ = 5/3). Zo bekeken lijkt de klok bij B langzamer te lopen, maar alles geldt ook omgekeerd: geredeneerd vanuit een stilstaande B moet A het signaal om 1.40 uur verzonden hebben (toen hij op een afstand van 4/3 lichtuur was) en komt het antwoord aan om 15 uur.
Een signaal dat volgens de lokale tijd bij de een 3 uur vóór de ontmoeting wordt verstuurd arriveert bij de ander volgens de lokale tijd 1 uur voor de ontmoeting. Hier geldt dus een factor 1/3 in plaats van 3.
Dienovereenkomstig toont een videobeeld (live, afgezien van de tijd dat het signaal onderweg is) van de een op het scherm van de ander de beelden eerst een factor 3 (in het algemeen: {\displaystyle {\sqrt {\frac {1+\beta }{1-\beta }}}={\frac {1}{\gamma (1-\beta )}}}) versneld en na passeren dezelfde factor vertraagd.
Merk op dat bij constante snelheden de tijddilatatie dus niet zo ver gaat dat een signaal volgens de beide lokale tijden eerder aankomt dan het is verzonden. Dit is anders als A en B herenigen nadat A wel, en B geen constante snelheid heeft gehad, zie hieronder.

## Eigentijd
Daar waar de wereldlijn niet verticaal is verstrijkt de eigentijd van een object langzamer dan overeenkomt met de verticale verplaatsing in het diagram (deze laatste wordt met een factor {\displaystyle {\sqrt {1-\beta ^{2}}}} vermenigvuldigd), hoewel de aangroei van de lengte van de kromme in het diagram juist sneller gaat dan deze verticale verplaatsing (deze laatste wordt met een factor {\displaystyle {\sqrt {1+\beta ^{2}}}} vermenigvuldigd). Hierin is weer {\displaystyle \beta ={\frac {v}{c}}}, met v de (eventueel variabele) snelheid van het object in {\displaystyle S_{0}}. Men moet een door kronkels lange wereldlijn dus niet interpreteren als corresponderend met een lange eigentijd, integendeel.
Als P en Q ruimtetijdposities zijn en de wereldlijn van een object loopt van P naar Q dan is de verstreken eigentijd het kortst als de snelheid constant is (dus als de wereldlijn een rechte lijn is). Dit volgt eenvoudig uit het bovenstaande door een minkowski-diagram te kiezen met Q recht boven P.
De eigentijd van een object dat een reis maakt is de totale verstreken tijd τ tijdens een reis, steeds toenemend volgens de toename in het inertiaalstelsel waarin het object stilstaat. Hiervoor geldt:
{\displaystyle \tau _{e}=\int d\tau _{e}=\int {\frac {1}{\gamma }}d\tau _{0}=\int {\sqrt {1-\beta ^{2}}}d\tau _{0}}
met β en dus ook {\displaystyle \gamma } variërend.
Als A en B uiteen gaan en later weer samenkomen nadat A wel, en B geen constante snelheid heeft gehad is B dus minder verouderd dan A (tweelingparadox). Als de relatieve snelheid van B ten opzichte van A tot halverwege de reis constant is en dan alleen van teken wisselt neemt τ toe met de totale toename van {\displaystyle \tau _{0}}, gedeeld door {\displaystyle \gamma }, die de hele reis constant is behoudens het moment van omkering.
In het bovenstaande voorbeeld nemen we aan dat B na 3 jaar eigentijd met dezelfde snelheid weer teruggaat. Voor B duurt de reis 6 jaar: 3 jaar heen en 3 jaar terug. B ziet dan via de genoemde videoverbinding 3 jaar lang een factor 3 vertraagde beelden van A (die dus 1 jaar A-tijd omvatten) en 3 jaar lang een factor 3 versnelde beelden van A (die dus 9 jaar A-tijd omvatten). Bij terugkomst is bij A 10 jaar verstreken en bij B 6 jaar.

## Viervectoren
Met slechts één ruimtelijke dimensie reduceert een viervector tot een vector met twee coördinaten, die in een minkowskidiagram weergegeven kan worden.
De beweging van een object (een wereldlijn, in het algemeen een kromme in het minkowskidiagram) kan men beschrijven met {\displaystyle {\begin{bmatrix}\tau (\tau _{e})\\x(\tau _{e})\end{bmatrix}}}, met de parameter {\displaystyle \tau _{e}} de eigentijd (net als boven hebben we bij tijd steeds de schaling τ = ct).
De viersnelheid (net als boven uitgedrukt in eenheid c) is de afgeleide van deze vectorfunctie:
{\displaystyle \mathbf {v} =\gamma {\begin{bmatrix}1\\\beta \end{bmatrix}}}.
De richting is die van een raaklijn aan de wereldlijn. De richting van de viersnelheid van een object heeft in het diagram een helling waarvan de absolute waarde meer dan 45° is. Een in het diagram verticale viersnelheid heeft de lengte 1. Hoe minder steil de vector in het diagram is, hoe langer deze meetkundig is. De verzameling mogelijke viersnelheden vormen in een tweedimensionaal diagram de hyperbool {\displaystyle v_{0}^{2}-v_{1}^{2}=1}. Het verschil van twee viersnelheden is zelf geen viersnelheid. De viersnelheden vormen dus ook geen deelruimte van de minkowski-ruimte.
Het viermomentum is de viervector corresponderend met het momentum. Het is de rustmassa m0 maal de viersnelheid. Met bovengenoemde schaling wordt dit:
{\displaystyle \mathbf {p} =m_{0}\gamma {\begin{bmatrix}1\\\beta \end{bmatrix}}}

## Hogere ruimtedimensies
Met een tweede ruimtedimensie wordt de minkowski-ruimte driedimensionaal. Dit is nog redelijk voor te stellen, maar geeft toch al een goede illustratie van meerdere ruimtedimensies. Zie bijvoorbeeld ook Lichtkegel.
Met de relatieve snelheid van de stelsels nog steeds in de x-richting is de lorentztransformatie:
{\displaystyle x_{\beta }=\gamma (x_{0}-\beta \tau _{0})}
{\displaystyle y_{\beta }=y_{0}}
{\displaystyle \tau _{\beta }=\gamma (\tau _{0}-\beta x_{0})}
Voor een lichtpuls vanuit de ruimtetijd-oorsprong in een willekeurige richting geldt:
{\displaystyle x_{0}^{2}+y_{0}^{2}=\tau _{0}^{2}}
{\displaystyle x_{\beta }^{2}+y_{\beta }^{2}=\gamma ^{2}(x_{0}-\beta \tau _{0})^{2}+y_{0}^{2}=\gamma ^{2}((x_{0}-\beta \tau _{0})^{2}+(1-\beta ^{2})(\tau _{0}^{2}-x_{0}^{2}))}
{\displaystyle \mathbf {} =\gamma ^{2}(\tau _{0}^{2}+\beta ^{2}x_{0}^{2}-2x_{0}\beta \tau _{0})=\gamma ^{2}(\tau _{0}-\beta x_{0})^{2}=\tau _{\beta }^{2}}
Dit laat zien dat de lichtsnelheid ook in deze willekeurige richting invariant is onder de transformatie. Bij een derde ruimtedimensie wordt {\displaystyle y_{0}^{2}} alleen maar vervangen door {\displaystyle y_{0}^{2}+z_{0}^{2}}, waarmee eenvoudig is te zien dat het dan ook geldt.

## Algemenere coördinaten
Het ruimtetijdinterval kan in algemenere coördinaten geschreven worden als {\displaystyle ds^{2}=g_{\alpha \beta }dx^{\alpha }dx^{\beta }} met metrische tensor g. Voor een vlakke ruimte is deze niet afhankelijk van de ruimtetijdpositie. Met één ruimtedimensie wordt dit {\displaystyle ds^{2}=g_{11}dx_{1}^{2}+2g_{12}dx_{1}dx_{2}+g_{22}dx_{2}^{2}}. Bijvoorbeeld met {\displaystyle x_{1}=x+\tau } en {\displaystyle x_{2}=x-\tau } wordt dit {\displaystyle ds^{2}=dx_{1}dx_{2}}. Meetkundig is dit een draaiing en vergroting van het diagram. Overgang naar een ander inertiaalstelsel is herschaling van beide assen, met behoud van oppervlakte.

## Epsteindiagram
In een minkowski-diagram stelt ieder punt een ruimtetijdpositie voor, getekend op horizontale positie {\displaystyle x_{0}} en verticale positie {\displaystyle \tau _{0}}. Snijpunten van wereldlijnen van objecten corresponderen met ontmoetingen. Een nadeel is dat booglengte geen eenvoudige fysieke betekenis heeft (zie ook boven).
Een andere weergave van de reis van een object is met een kromme in een epsteindiagram. Hierbij wordt een moment van de reis getekend op horizontale positie {\displaystyle x_{0}} en verticale positie {\displaystyle \tau _{e}}, gedefinieerd als c maal de eigentijd van het object. Snijpunten van twee van dergelijke krommen corresponderen niet met ontmoetingen. Interessant aan deze weergave is echter dat booglengtes evenredig zijn met {\displaystyle \tau _{0}}, want {\displaystyle (\Delta x_{0})^{2}+(\Delta \tau _{e})^{2}=(\Delta \tau _{0})^{2}}. De kromme maakt een hoek met de verticaal waarvan niet (zoals in een minkowski-diagram) de tangens, maar de sinus gelijk is aan {\displaystyle \beta }.
Dit kan men zich zo voorstellen dat als het object stilstaat in de ruimte het geheel beweegt in de tijdrichting. Als het beweegt in de ruimte dan beweegt het minder in de tijd (in de zin dat de verstrijkende eigentijd minder is dan de verstrijkende coördinaattijd). Een lichtpuls wordt weergegeven door een horizontale lijn (er verstrijkt geen eigentijd, de afgelegde ruimtelijke afstand in verhouding tot de verstrijkende coördinaattijd is maximaal).
Als object A in de ruimte-oorsprong is en blijft en B van daar vertrekt en weer teugkomt wordt het verschijnsel dat B bij de hereniging minder verouderd is dan A (tweelingparadox) in het epsteindiagram gerepresenteerd door het feit dat de hereniging voor B met een punt in het diagram wordt weergegeven onder het punt dat voor A de hereniging markeert, eenvoudig doordat een rechte route door het diagram verder reikt dan een even lange kromme route.